# Waluta alternatywna
Waluta alternatywna – dowolna waluta używana jako alternatywa dla dominujących systemów walutowych krajowych lub międzynarodowych.
Waluty alternatywne są tworzone przez osoby prywatne, przedsiębiorstwa i organizacje, mogą być tworzone przez państwa lub samorządy lokalne lub mogą powstać w sposób naturalny, kiedy ludzie zaczynają używać pewnego towaru jako waluty. Wzajemność kredytowa także jest formą alternatywnej waluty, a więc każda forma pożyczki, która nie przechodzi przez system bankowy może być uznana za formę waluty alternatywnej.
Niektóre alternatywne waluty są zwolnione od opodatkowania, ale większość z nich jest w pełni opodatkowana tak, jakby były w walucie krajowej, z zastrzeżeniem, że podatek musi być zapłacony w walucie krajowej.

## Zalety walut alternatywnych
Niektóre waluty alternatywne szybko ulegają dewaluacji, co zwiększa cyrkulację pieniądza. Cud Wörgl jest wydarzeniem, które pokazało potencjał wzrostu wydatków poprzez wprowadzenie nowej, lokalnej waluty zwanej Freigeld. Waluty lokalne mają również tę zaletę, że nie mogą one być wydawane za granicą, co sprawia, że pieniądze zawsze utrzymuje się w obiegu lokalnym, z korzyścią dla lokalnej gospodarki.
Waluty alternatywne uważane są za przeciwwagę dla lokalnej gospodarki. Ich aktywność zwiększa się, jeśli lokalna gospodarka spowalnia, a spadek aktywności ma miejsce, gdy lokalna gospodarka idzie w górę.

## Wady walut alternatywnych
Waluty alternatywne, będące zarazem walutami lokalnymi, nie mogą być wydawane za granicą, a co za tym idzie mają ograniczone zastosowanie.
Według prof. Nikolausa Laufera, wykorzystanie lokalnych walut, takich jak Freigeld, może zwiększyć aktywność gospodarczą jedynie tymczasowo. Długotrwałe stosowanie lokalnej waluty ostatecznie doprowadzić może do spadku aktywności gospodarczej oraz destabilizacji gospodarki.